# Гійом Жолі
Гійом Жолі  (фр. Guillaume Joli, 27 березня 1985) — французький гандболіст, олімпійський чемпіон.

## Виступи на Олімпіадах
| Олімпіада   | Дисципліна | Місце |
| ----------- | ---------- | ----- |
| Лондон 2012 | гандбол    | 1     |

## Зовнішні посилання
- Досьє на sport.references.com [Архівовано 7 жовтня 2015 у Wayback Machine.]